# Zamarłe oczy
Zmarłe oczy (Die Toten Augen) – jednoaktowa opera z muzyką napisaną przez Eugena d’Alberta do libretta Hannsa Heinza Ewersa i  Marca Henry’ego.

## Osoby
- Pasterz – tenor
- Pastuszek – sopran
- Arcesius, rzymski poseł w Jerozolimie – baryton
- Myrtocle, żona Arcesiusa – sopran
- Aurelius Galba, rzymski oficer, przyjaciel Arcesiusa – tenor
- Arsinoe, niewolnica Myrtocle – sopran
- Maria z Madalii – alt
- Ktezifar, egipski lekarz – tenor
- Rebeka, żydowska kobieta – sopran
- Ester, żydowska kobieta – sopran
- Rut, żydowska kobieta – mezzosopran
- Sara, żydowska kobieta – sopran
- niewolnicy, lud

## Treść
Miejsce i czas akcji: Jerozolima, Niedziela Palmowa, początek naszej ery.
Do Jerozolimy ma przybyć Jezus. Myrtocle ma nadzieję odzyskać wzrok. Pragnie ujrzeć nigdy niewidzianego męża; nie wie jednak, że jest on garbaty. Do domu przybywają Arcesius i Galba. Gdy Arcesius dowiaduje się, że jego żona odzyskała wzrok, ukrywa się, żeby jej nie rozczarować; Myrtocle widzi więc tylko Galbę i rzuca mu się w objęcia. Arcesius, zazdrosny, natychmiast zabija swojego przyjaciela. Dopiero Arsinoe wyjaśnia Myrtocle, że garbaty morderca to jej mąż. Zrozpaczona kobieta przeklina odzyskany wzrok; wp

## Historia utworu
Opera jest uważana za najlepsze spośród dzieł d’Alberta. Pierwsze jej wykonanie miało miejsce w Dreźnie w roku 1916. W Polsce wykonano ją 4 lata później, w Operze Warszawskiej